# Эстетика насилия
Эстетика насилия — термин, вошедший в кинематографический обиход примерно в начале 1960-х годов. Эстетика насилия, по мнению бразильского режиссёра Роши, сходна с эстетикой голода и идет далеко не от примитивизма. Напротив, такая эстетика революционна в своём основании. Её целью является получение зрителем или читателем яркого эмоционального всплеска с одновременным освобождением от этической, нравственной оценки.

## Насилие в кинематографе
В современном кино используется очень много сцен жестокости. Например, в России в период с 1990 по 2002 год 33 % фильмов содержат сцены насилия. С течением времени это стало вызывать всё больше возмущения в массах. Ведутся бесконечные споры, какое влияние на человека оказывают подобные сцены и каковы общие последствия для человечества. Этой проблемой занимался Борев Юрий Борисович. По его мнению, эстетика в сценах насилия заключается именно в том, что последние в силу красоты представления возбуждают в зрителях одновременно и чувство прекрасного, и чувство безобразного, в конечном счёте это приводит к совершенно особенному, неповторимому эффекту, сугубо индивидуальному. Но у каждого зрителя сознание так или иначе формирует определённое эстетическое удовлетворение. Такое чувство способствует получению нового, специфического эстетического опыта, что, в свою очередь, развивает сознание. Основная задача эстетизации не только в том, чтобы показать жестокость и насилие красиво. Перед настоящей эстетикой стоит задача доставить зрителю такое удовольствие от картинки, что этической оценке не останется места.
Тропина Инесса Геннадьевна, кандидат философских наук, считает, что экранное насилие балансирует между эстетической формой и обыденностью, повседневностью человека. Это не имитация насилия в жизни, но напоминание о нём как таковом. Грамотно проработанные сцены жестокости дают сознанию зрителя выход к трансцендентному физическому переживанию, дающему жизни смысл путем выворачивания её наизнанку. Это один из способов работы с тревогой, очищением социальных страхов. Сцены насилия в кино заставляют зрителя быть как будто соавтором, дают переживание почти реалистического опыта. Такой опыт может привести к катарсису — транссубстанциализации эмоций. В каком-то смысле из последних предположений можно вывести благотворное влияние сцен жестокости на экране.
Однако Эрих Фромм был убеждён, что общество приобретает всё больший деструктивный характер. Культура вносит в массы «привычность зла». Социум теряет чувствительность. Кинокритик Андре Базен высказывал похожие идеи: такая глобальная и всеобъемлющая эстетизация насилия в какой-то момент теряет свои первоначальные свойства, потому что перестает быть чем-то новым. Действие на сознание заметно ослабляется с приобретением жестокостью определённой условности.
Существует также мнение, что виртуализированное насилие может нести психотерапевтический эффект. Эту идею раскрыл в своем «Заводном апельсине» Энтони Бёрджесс ещё в 1962 году. Использование в большом количестве сцен насилия может способствовать перемещению злости и агрессии человека в безопасное русло. Зритель получает необходимый эмоциональный всплеск, то удовольствие, которое он мог бы преследовать, исполняя акты жестокости, от одного только просмотра кино. В том же направлении могут работать видеоигры, где целью является убивать. Человек выплескивает негатив в виртуальном пространстве и проживает необходимый ему эстетический опыт, не причиняя реального вреда окружающим.
Многие современные источники приводят к мысли о том, что эстетика насилия на экранах всё-таки выполняет свою положительную функцию: зритель получает чувство удовольствия, за которым и приходит, а также глубже проникается чувствами самого героя, развивает в себе способность к эмпатии. Кино позволяет зрителю получить такой эстетический опыт, какой очень редко встречается в жизни. Сцены насилия восполняют в жизни человека недостающие эмоции. Эстетизированная жестокость может перевести реально существующее насилие в безопасное для обыденной жизни русло.

## Насилие в литературе и драматургии
Культура во всех её проявлениях, в том числе в литературе и драматургии, всё больше включает в себя насилие, придавая ему эстетические формы. Такая эстетика принимает провокативный характер. Манифестируются острые социально-нравственные проблемы с целью глубокого их осмысления, различного рода мерзостям придается эстетическая наполненность: авторы не позволяют человеку прибегнуть к нравственной оценке, а останавливают его лишь на чувственном проживании происходящего. Здесь эстетика, как и в случае кино, заключается в получении специфических и часто недостижимых в реальности эмоций. Но «эффект привыкания» велик. Плюс ко всему, насилие, особенно в современной литературе, всё дальше отходит от самого понятия эстетики. Провокативный характер нередко переходит в экстремистский. Литературные источники легче обходят цензуру, чем кинофильмы.
Вместе многие литературные критики признают имманентность насилия поэзии и литературному творчеству (Жорж Батай, Литература и зло), которые в то же время несут в себе эстетическую значимость. По мнению филолога Александра Мурашова, это составляет определённую дилемму: «художественность» насилия, каким мы его видим в произведениях, автоматически составляет эстетическую проблему.
Одно из течений современной драматургии — театр абсурда. Насилие и жестокость во всей красе выносятся на сцену, сталкивая зрителя с беспощадной действительностью и перекрывая все пути к бегству. Драматурги Марк Равенхилл и Сара Кейн дают следующую интерпретацию насилия в постановках: жестокость представляется человеку не как норма, а как своеобразный эксцесс, который в эту самую норму вторгается. Шок, в этот момент испытываемый зрителем, становится мощным катализатором бессознательного. Именно в этот момент на короткий срок человек проникает в самую глубь себя, открывает новые пути и впоследствии душа его возвышается. Для Новой Драмы не столь важна была оценка, сколь само наличие бурной реакции на эксперименты. Шок, который способны вызвать сцены откровенного насилия на сцене, эстетически значим, так как, по мнению Липовецкого, выводит современную эстетику за уровень арт-хауса.